# Dmitri Andreïkine
Dmitri Vladimirovitch Andreïkine (en russe : Дмитрий Владимирович Андрейкин) est un joueur d'échecs russe né le 5 février 1990 à Riazan. Andreïkine a obtenu le titre de Grand maître international de la FIDE à dix-sept ans en 2007 et a remporté le championnat du monde d'échecs junior en 2010 et le championnat de Russie en 2012 et 2018.
Au 1er juin 2013, il est le 29e joueur mondial, le dixième joueur russe et son classement Elo est de 2 713.

## Carrière

### Champion du monde junior
Après avoir remporté le championnat de Russie junior en 2009 et 2010, Andreïkine remporte le Championnat du monde d'échecs junior en 2010 (avec 10/13 et une performance de 2734) devançant Sanan Siouguirov au départage. 
En juillet 2012, il participe au Championnat du monde de blitz. Le tournoi est remporté par Aleksandr Grichtchouk et Andreïkine termine 5e (sur 16).

### Champion de Russie (2012 et 2018)
En août 2012, à Moscou, Andreïkine se classe 1er ex æquo (+ 2 = 6 - 1) de la 65e « Super finale » du championnat de Russie. Il remporte le titre au terme du départage disputé entre les six joueurs arrivés en tête (+ 3 = 2) : Peter Svidler, Vladimir Potkine, Sergueï Kariakine, Dmitri Iakovenko et Evgueni Alekseïev.

### Finaliste de la Coupe du monde 2013
Andreïkine participe à la Coupe du monde d'échecs 2009 mais est battu dès le premier tour par Tomi Nybäck.
En juin 2013, Andreïkine finit troisième ex æquo du mémorial Tal à Moscou avec 5 points sur 9, derrière Boris Guelfand et Magnus Carlsen. En septembre, il est finaliste de la Coupe du monde FIDE, battu par Vladimir Kramnik.
| Année | Lieu            | Résultat                            | Ultime adversaire    | Adversaires battus                                                                                          |
| ----- | --------------- | ----------------------------------- | -------------------- | --- |
| 2009  | Khanty-Mansiïsk | premier tour                        | Tomi Nybäck          | |
| 2011  | Khanty-Mansiïsk | deuxième tour                       | Ievgueni Tomachevski | Murtas Kazhgaleïev                                                                                          |
| 2013  | Tromsø          | finaliste                           | Vladimir Kramnik     | Pouria Darini, Nguyễn Ngọc Trường Sơn Alekseï Dreïev, Sergueï Kariakine Peter Svidler, Ievgueni Tomachevski |
| 2015  | Bakou           | quatrième tour (huitième de finale) | Sergueï Kariakine    | Zhou Jianchao, Anton Korobov Vladimir Kramnik                                                               |
| 2017  | Tbilissi        | deuxième tour                       | Maksim Matlakov      | Alekseï Goganov                                                                                             |
| 2019  | Khanty-Mansiïsk | troisième tour                      | Jan-Krzysztof Duda   | Krikor Mekhitarian, Rinat Jumabaev                                                                          |
| 2021  | Sotchi          | quatrième tour                      | Velimir Ivić         | Emre Can Nihal Sarin                                                                                        |

### Compétitions par équipe
En 2013 il fait partie de l'équipe de Russie qui termine troisième au Championnat d'Europe d'Échecs par équipe à Varsovie.